# Pane (gruppo musicale)
I Pane sono un gruppo musicale italiano nato a Roma nel 1994 e formato da Claudio Orlandi (voce), Vito Andrea Arcomano (chitarra acustica), Claudio Madaudo (flauto traverso, bansuri).

## Storia
L'esordio discografico avviene nel 2003 con l'album omonimo e autoprodotto Pane, contenente i brani Insonnia e Epicedio de morte in cui vengono musicate poesie, rispettivamente, di Sylvia Plath e Ludovico Ariosto.
Segue un tour promozionale che li porta a partecipare nel dicembre 2004 al Premio Nazionale Un Giorno Insieme - Città di Sulmona dedicato a Augusto Daolio e ad aprire il concerto di El Muniria di Emidio Clementi al Circolo degli Artisti di Roma il 2 marzo 2005. Nello stesso anno vincono la XIX edizione del Premio Paolo Pavanello per la Canzone d'Autore a Trento.
Nel 2008 pubblicano Tutta la dolcezza ai vermi (Lilium Produzioni / Venus Dischi), top album su Sentire Ascoltare. Tutta la dolcezza ai vermi è prodotto da gianCarlo Onorato e contiene le cover di Tu non dici mai niente di Leo Ferré e di Vedrai vedrai di Luigi Tenco, oltre alle poesie Distanza amorosa di Antonio Porta e Voronez di Osip Mandelstam, musicate nelle omonime canzoni.
Viene recensito da John Vignola sulle pagine de Il Mucchio Selvaggio (numero di giugno 2008), oltre che su Rolling Stone Italia (numero di luglio 2008) e da Luca Valtorta che su Il Venerdì di Repubblica del 25 aprile 2008 scrive del disco come "epico, folle, triste, visionario, inquietante: un grande esordio"; richiama inoltre l'attenzione di alcune stazioni radiofoniche come Radio Press (nella trasmissione Stazione K del 18 novembre 2008), Radio Sherwood e Radio Città Futura (il 6 maggio 2008, in uno speciale condotto da Jonathan Giustini).
Il tour a supporto dell'uscita dell'album porta i Pane a suonare in numerosi music club italiani, come la Locanda Atlantide di Roma, il Loop Caffè di Perugia, Materia Off di Parma, La Casa 139 di Milano.
Il terzo album Orsa Maggiore viene pubblicato nel 2011 dalla New Model Label di Govind Singh Khurana e distribuito da Audioglobe. Anche Orsa Maggiore è top album su Sentire Ascoltare e viene recensito tra gli album italiani in evidenza da Jam .
Contiene i brani Samaria, Orsa Maggiore e Cavallo, nei quali i Pane musicano testi, rispettivamente, di Gesualdo Bufalino, Vladimir Majakovskij, Victor Cavallo e viene presentato con un tour che il 6 ottobre 2013 passa dal Museo Venanzo Crocetti.
Nei mesi successivi lavorano con l'artista Fabio Orecchini a un progetto dedicato all'amianto, che dà vita nel 2014 al nuovo album Dismissione (Luca Sossella Editore), definito da Extra Musica "una delle migliori prove in studio di tutto il 2011 musicale italiano".
Si tratta di un libro-CD multimediale che sviluppa un'analisi storica, fisica e sociale del dramma "amianto". I testi presenti nel CD sono un adattamento del lavoro di Fabio Orecchini presente nel libro.
Dismissione viene presentato al Teatro Valle Occupato il 4 maggio 2014, con la partecipazione di Patrizio Fariselli. Il tour che segue è ospitato sia nella manifestazione poetica Generazione Y tenutasi il 6 e 7 dicembre 2014 al MAXXI - Museo nazionale delle arti del XXI secolo e a cui Rai 5 dedica uno speciale, sia dal Poietika Festival - Il corpo della parola organizzato dalla Fondazione Molise Cultura nel maggio 2015 presso la Domus della Cultura di Campobasso.
Dopo 2 anni di lavorazione e alcuni concerti in cui propongono in anteprima i nuovi brani, nel 2018 i Pane pubblicano The River Knows (New Model Label), album tributo ai Doors, definito dalla band come proprio gruppo ispiratore. L'album viene presentato sulle frequenze di Radio Onda Rossa il 23 aprile 2018 e recensito da Classic Rock Italia (numero di giugno 2018).

## Stile musicale
Nello stile musicale dei Pane coesistono folk, rock progressivo e musica acustica, in stretto legame con i testi, che assumono un'importanza centrale, considerato che nella loro produzione discografica ci sono canzoni in cui sono state musicate poesie di Osip Mandelstam, Sylvia Plath, Ludovico Ariosto, Antonio Porta, Vladimir Majakovskij.

## Formazione

### Formazione attuale
- Claudio Orlandi: voce (1994-presente)
- Vito Andrea Arcomano - chitarra acustica (1994-presente)
- Claudio Madaudo - flauto e bansuri (1999-presente)

### Ex componenti
- Maurizio Polsinelli - piano (1994-2014)
- Ivan Macera - batteria (2001-2014)

## Discografia

### Album in studio
- 2003 – Pane
- 2008 – Tutta la dolcezza ai vermi
- 2011 – Orsa Maggiore
- 2014 – Dismissione
- 2018 – The River Knows (A Tribute To The Doors)